# Darío Felman
Darío Luis Felman (Mendoza, Argentina; 25 de octubre de 1951) es un exfutbolista argentino. Jugó de delantero y su último club fue Gimnasia y Esgrima de Mendoza.

## Biografía
Surgido de Gimnasia y Esgrima de Mendoza en 1969. Debutó como jugador profesional en 1970 en un partido entre Gimnasia y Esgrima y el Deportivo Maipú donde hizo un gol. En 1973 pasó a préstamo a Independiente Rivadavia para jugar el Campeonato Nacional de 1973, regresando nuevamente a Gimnasia en 1974. Antes tuvo un pequeño paso por Club Leonardo Murialdo en 1971.
Llegó a Boca Juniors en 1975 y fue Lorenzo quien mejor lo explotó al año siguiente. Guapo, encarador, de llegar al gol haciendo la diagonal como puntero izquierdo. Ganó 4 títulos (Metropolitano 1976, Nacional 1976, Copa Libertadores 1977 y la Copa Intercontinental 1977 todos con Boca Juniors). Jugó en el seleccionado nacional, el día del debut de Diego Maradona, el 27 de febrero de 1977 ante Hungría (5:1).
Se fue al Valencia C. F. a mediados de 1977, pero volvió a Boca Juniors para jugar la Copa Intercontinental en Alemania. En el contrato de venta al Valencia había una cláusula que le permitía jugar ese partido y así fue como Lorenzo pudo contar con él. Y lo bien que le salió: una corrida de él de arranque sirvió para poner el 1:0.
Durante sus años en Valencia, jugó con Mario Alberto Kempes y ganó la Copa del Rey, la Recopa de Europa y la Supercopa de Europa en los años 1979 y 1980, en una de las etapas gloriosas del club valenciano. Posteriormente volvió al fútbol mendocino, participando del Campeonato Nacional de 1984 con Gimnasia de su provincia natal, club con el que se retiró ese mismo año.
Jugo 1 partido en la Selección Argentina de Fútbol en el año 1977 previo al Mundial del año siguiente.

## Clubes
| Club                    | País      | Año       |
| ----------------------- | --------- | --------- |
| Gimnasia y Esgrima (M)  | Argentina | 1970-1971 |
| Leonardo Murialdo (M)   | Argentina | 1971-1972 |
| Gimnasia y Esgrima (M)  | Argentina | 1972-1973 |
| Independiente Rivadavia | Argentina | 1973-1974 |
| Gimnasia y Esgrima (M)  | Argentina | 1974-1975 |
| Boca Juniors            | Argentina | 1975-1977 |
| Valencia CF             | España    | 1977-1983 |
| Gimnasia y Esgrima (M)  | Argentina | 1983-1986 |

## Palmarés

### Campeonatos regionales
| Título                   | Club                   | Provincia | Año  |
| ------------------------ | ---------------------- | --------- | ---- |
| Liga Mendocina de Fútbol | Gimnasia y Esgrima (M) | Mendoza   | 1969 |
| Liga Mendocina de Fútbol | Gimnasia y Esgrima (M) | Mendoza   | 1974 |

### Campeonatos nacionales
| Título           | Club                   | País      | Año     |
| ---------------- | ---------------------- | --------- | ------- |
| Torneo Regional  | Gimnasia y Esgrima (M) | Argentina | 1972    |
| Primera División | Boca Juniors           | Argentina | M-1976  |
| Primera División | Boca Juniors           | Argentina | N-1976  |
| Copa del Rey     | Valencia CF            | España    | 1978-79 |

### Campeonatos internacionales
| Título                | Club         | Sede       | Año     |
| --------------------- | ------------ | ---------- | ------- |
| Copa Libertadores     | Boca Juniors | Montevideo | 1977    |
| Copa Intercontinental | Boca Juniors | Karlsruhe  | 1977    |
| Recopa de Europa      | Valencia CF  | Heysel     | 1979-80 |
| Supercopa de Europa   | Valencia CF  | Valencia   | 1980    |